# Анна Сибілла Шварцбург-Рудольштадтська
Анна Сибілла Шварцбург-Рудольштадтська (нім. Anna Sibylle von Schwarzburg-Rudolstadt, 14 березня 1584 — 22 серпня 1623) — графиня Шварцбург-Рудольштадтська з роду Шварцбургів, донька графа Шварцбург-Рудольштадту Альбрехта VII та графині Нассау-Ділленбурзької Юліани, дружина графа Шварцбург-Зондерсгаузену Крістіана Ґюнтера I.

## Біографія
Народилась 14 березня 1584 року у Рудольштадті. Була сьомою дитиною та четвертою донькою в родині графа Шварцбург-Рудольштадту Альбрехта VII та його першої дружини Юліани Нассау-Ділленбурзької. Мала старших братів Карла Ґюнтера, Людвіга Ґюнтера й Альбрехта Ґюнтера та сестер Єлизавету Юліану, Софію та Магдалену. Згодом сімейство поповнилося трьома молодшими дітьми, з яких вижили дві доньки. Мешкала сім'я у Рудольштадті.
Втратила матір у 4-річному віці. Батько невдовзі узяв другий шлюб з Альбертіною Лейнінген-Вестербурзькою. У квітні 1605 року його також не стало. До 1612 року країною правив її найстарший брат Карл Ґюнтер, після чого землі були поділені між усіма братами. Того ж року Анна Сибілла вийшла заміж.
У 28-річному віці стала дружиною 34-річного графа Шварцбург-Зондерсгаузену Крістіана Гюнтера I. Весілля пройшло 15 листопада 1612 року в Рудольштадті. Наречений правив графством разом із трьома братами, проте жоден з них не був одруженим. У подружжя народилося дев'ятеро дітей.
Померла 22 серпня 1623 року. Була похована в Ебелебені. У 1627 році тіло перепоховали в Зондерсгаузені.

## Родина
Чоловік —  Крістіан Ґюнтер I
Діти:
- Анна Юліана (1613—1652) — одружена не була, дітей не мала;
- Йоганн Ґюнтер (1615—1616) — прожив 11 місяців;
- Крістіан Ґюнтер (1616—1666) — граф Шварцбург-Арнштадту у 1642—1666 роках, був одружений з Софією Доротеєю фон Мьорсперг, мав шестеро дітей;
- Катерина Єлизавета (1617—1701) — дружина сеньйора Плауена, Грайцу, Гери, Краніхфелду та Залбургу Генріха II Ройсса, мала шестеро дітей;
- Елеонора Софія (1618—1631) — прожила 12 років;
- Антон Ґюнтер (1620—1666) — граф Шварцбург-Зондерсгаузену у 1642—1666 роках, був одружений з Марією Магдаленою Цвайбрюкен-Біркенфельдською, мав десятеро дітей;
- Людвіг Ґюнтер (1621—1681) — граф Шварцбург-Ебелебену у 1642—1666 роках, граф Шварцбург-Арнштадту у 1666—1681 роках, був одружений з Конкордією Сайн-Вітгенштайн, мав двох доньок, що не залишили нащадків;
- Софія Єлизавета (1622—1677) — одружена не була, дітей не мала;
- Клара Сабіна (1623—1654) — одружена не була, дітей не мала.